# NGC 2623
NGC 2623 је спирална галаксија у сазвежђу Рак која се налази на NGC листи објеката дубоког неба.
Деклинација објекта је + 25° 45' 17" а ректасцензија 8h 38m 24,1s. Привидна величина (магнитуда) објекта NGC 2623 износи 13,2 а фотографска магнитуда 14,0. Налази се на удаљености од 102,0000 милиона парсека од Сунца. NGC 2623 је још познат и под ознакама UGC 4509, MCG 4-21-9, CGCG 120-15, ARP 243, VV 79, IRAS 08354+2555, PGC 24288.